# Département d'Usulután
Usulután est un département, situé à l'est du Salvador. Sa capitale est Usulután.

## Géographie
Le département d'Usulután fait partie de la Zone Orientale (en espagnol: Zona Oriental) qui correspond à une des quatre divisions géographiques du Salvador. 
Riverain de l'océan Pacifique dans sa bordure méridionale, ce département est situé dans la partie centrale et méridionale du Salvador dans la frange orientale du pays, étant limitrophe du deuxième département le plus étendu du Salvador, le département de San Miguel situé sur ses limites est.
À l'ouest, ce département jouxte celui de San Vicente, ce dernier appartenant à la Zone Paracentrale (en espagnol : Zona Paracentral).
Avec une superficie de 2 130 km2, il est le plus grand des départements du Salvador, occupant plus du dixième de la superficie du pays. 

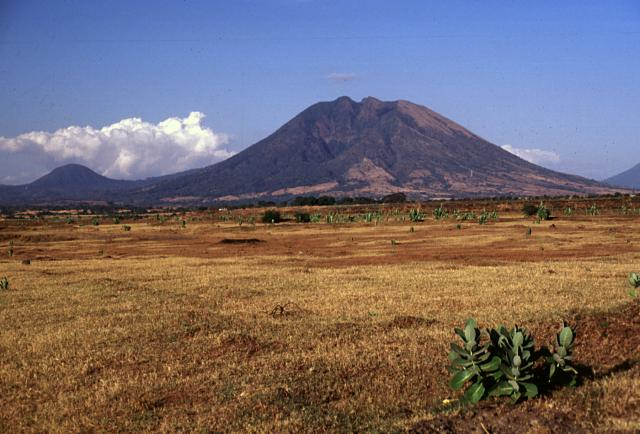
Le volcan Usulután

Ses principaux lieux touristiques sont le volcan d'Usulután, la lagune d'Alegría du volcan Tecapa ainsi que la ville pittoresque Jucuapa où se trouvent le Cerro el Tigre et les paysages de ses caféiers.
Sur le littoral du Pacifique, ce département dispose d'une ouverture sur la large et belle baie de Jiquilisco qui abrite notamment une forêt de mangroves qui est répertoriée au site RAMSAR depuis 2005.

## Population et villes principales

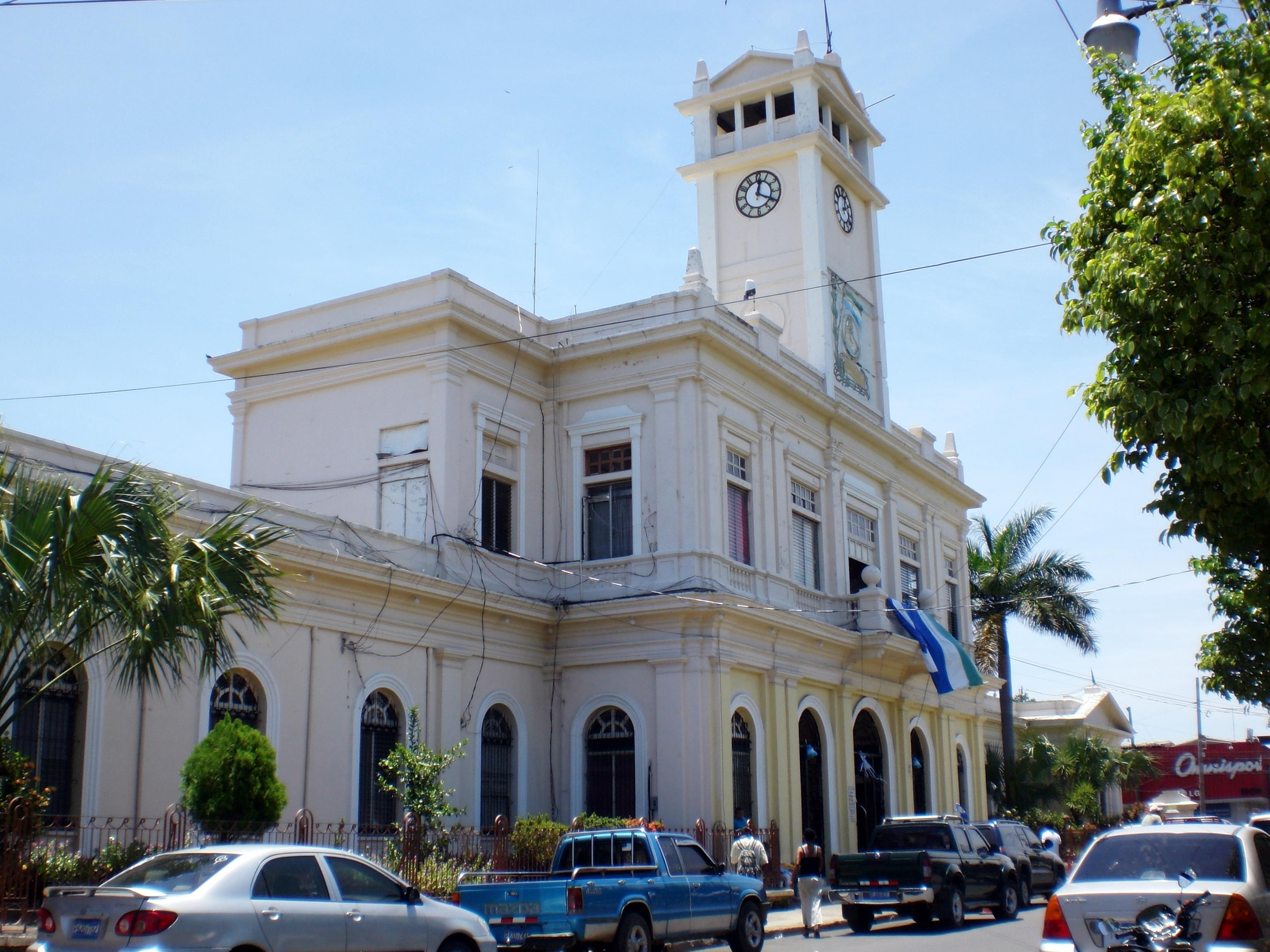
Hôtel-de-Ville d'Usulután.

Avec une population totale de 464 883 habitants cumulée dans ses 23 municipalités, le département d'Usulután occupe le 5e rang national sur les 14 départements que compte le Salvador.
Malgré une forte densité de population qui s'élève à 218 habitants au km2, celle-ci demeure inférieure à celle du Salvador qui est de 312 habitants au km2.
C'est un département peu urbanisé, seules deux villes ont plus de 20 000 habitants : Usulután, la capitale du département, avec plus de 73 000 habitants et Jiquilisco dans la baie du même nom avec près de 48 000 habitants.

## Histoire
À l'époque précolombienne, le territoire était habité par des Lencas sous domination pipile.
Le département fut créé en 1864.
Dans le département d'Usulután se trouvent le volcan de Jucuapa et le Cerro del Tigre qui ont amené la ruine totale des populations de la zone, comme Jucuapa, Chinameca, San Buenaventura et Nueva Guadalupe. Sans avoir de cratère visible, c'est l'épicentre sismique qui a produit les tremblements de terre de décembre 1838, du 2 octobre 1878 et du 6 mai 1951. Le tremblement de terre de 1951 détruisit complètement la municipalité de Jucuapa dont il fut l'épicentre principal, le tremblement de terre toucha aussi des zones éloignées telles que San Buenaventura, Chinameca et Nueva Guadalupe. C'est de là que partit le projet de Vallée de l'Espérance. Il s'agissait d'un projet à la foi de construction de maisons de différents styles qui furent allouées aux victimes du tremblement de terre, les constructions furent établies sur les mêmes terrains des bénéficiaires. Les maisons furent vendues à un prix symboliques aux victimes par la Mairie. Les constructions permirent aux habitants d'avoir des maisons aux structures renforcées avec les matériaux de l'époque; les fondations furent renforcées par des colonnes de fer à différents niveaux qui rendent ces habitations plus résistantes aux tremblements de terre. Au fil des années, des problèmes apparurent comme le fait que les propriétaires n'avaient la plupart du temps jamais payés leurs impôts à la municipalité. 

## Climat
Comme toute la plaine côtière, le climat de la zone est un Climat tropical selon la Classification de Köppen, selon Sapper Laver. Les précipitations moyennes annuelles sont de 1 949 millimètres, entre les mois de mai à octobre avec une baisse typique aux mois de juillet et août. La température moyenne est de 25,9 °C à 28,1 °C, avec une maximale de 36,3 °C (en moyenne mensuelle) enregistrée en mars et une minimale de 19,1 °C enregistrée en décembre.

## Municipalités
1. Alegría
2. Berlín
3. California
4. Concepción Batres
5. El Triunfo
6. Ereguayquín
7. Estanzuelas
8. Jiquilisco
9. Jucuapa
10. Jucuarán
11. Mercedes Umaña
12. Nueva Granada
13. Ozatlán
14. Puerto El Triunfo
15. San Agustín
16. San Buenaventura
17. San Dionisio
18. San Francisco Javier
19. Santa Elena
20. Santa María
21. Santiago de María
22. Tecapán
23. Usulután